# Шахбаз Герай
Шахба́з Гера́й (Гире́й) (крым. Şahbaz Geray, شهباز كراى‎; 1731—1793) — претендент на престол Крымского ханства в 1787—1789 годах, фактически контролировал лишь Буджак, поскольку Крым был в 1783 году аннексирован Российской империей, третий сын крымского хана Арслана Герая (1748—1756, 1767).

## Биография
В 1748 году был назначен своим отцом, новым крымским ханом Арсланом Гераем, сераскиром Едисанской орды (1748—1756). В 1758 году Шахбаз Герай был назначен своим дядей, крымским ханом Кырымом Гераем, сераскиром Буджацкой орды и ор-беем (комендантом Перекопа). На этих постах он пробыл до 1764 года. Во время второго правления своего отца Арслана Герая в 1767 году Шахбаз Герай был отправлен заложником в Стамбул. В 1769—1770 годах во время правления своего брата, крымского хана Девлета IV Герая, Шахбаз Герай носил должность калги-султана. В 1775—1777 годах во время второго правления своего старшего брата Девлета IV Шахбаз Герай вторично исполнял должность калги-султана. В 1777—1778 годах Шахбаз был кандидатом в крымские ханы от Османской империи. В 1787 году османский султан, не признававший российской аннексии Крыма, назначил Шахбаза Герая крымским ханом. Фактически под властью Шахбаза был лишь Буджак. Калгой Шахбаз Герай назначил своего младшего брата Мубарека Герая, а нурэддином — Арслана Герай, потомка крымского хана Саадета Герая. В 1787 году Шахбаз Герай прибыл в Буджак, затем неудачно сражался против австрийских и русских войск в Молдавии. В 1789 году Шахбаз был отстранен от престола. Скончался в городе Визе.
Одним из его сыновей был Халим Герай (1772—1823), известный турецкий историк.
Известный поэт-суфий, автор религиозно-философских произведений.